# August (Pfalz-Sulzbach)

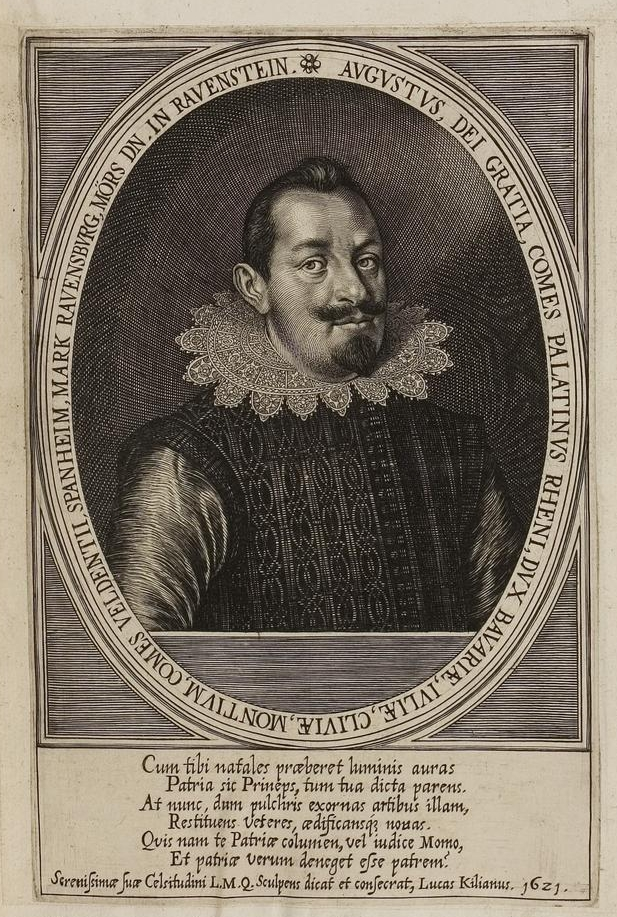
August von Pfalz-Sulzbach

August von Pfalz-Sulzbach (* 2. Oktober 1582 in Neuburg an der Donau; † 14. August 1632 in Windsheim) war Pfalzgraf und Herzog von Sulzbach.

## Leben
Er war der dritte Sohn Philipp Ludwigs von Pfalz-Neuburg (1547–1614) aus dessen Ehe mit Anna (1552–1632), Tochter des Herzogs Wilhelm von Jülich-Kleve-Berg.
Seine Ausbildung begann 1609 an der Universität Tübingen. Danach machte er eine Kavalierstour durch Italien, England, Frankreich, Schweden und an zahlreiche deutsche Fürstenhöfe. Nach dem Tod seines Vaters 1614 teilte er mit seinem Bruder Wolfgang Wilhelm das Erbe. Wolfgang Wilhelm erhielt Neuburg, August Sulzbach. Zu Konflikten kam es, als sein Bruder zum Katholizismus konvertierte und auch in Sulzbach die Gegenreformation einleiten wollte. August war ein gläubiger Lutheraner und widersetzte sich heftig.
1618 stiftete er eine Schule in Sulzbach. 1630 reiste er nach Leipzig, wo der schwedische König Gustav II. Adolf mit seinem Heer weilte. Anschließend zog er mit dem König durch Deutschland, dabei muss er sich dessen Vertrauen erworben haben. 1632 schickte der König ihn von Nürnberg nach Sachsen, um den dortigen Kurfürsten  Johann Georg I. von einem Bündnis mit Wallenstein abzubringen. Nach den erfolgreichen Verhandlungen starb er am 14. August 1632.

## Familie
Am 17. Juli 1620 heiratete er in Husum Hedwig (1603–1657), Tochter des Herzogs Johann Adolf von Schleswig-Holstein-Gottorf und hatte mit ihr folgende Kinder:
- Anna Sophie (1621–1675) (siehe auch → Maximilian von Pappenheim)

⚭ 1647 Graf Joachim Ernst zu Oettingen-Oettingen (1612–1659)
- Christian August (1622–1708), Pfalzgraf von Sulzbach
- Adolf Friedrich (1623–1624)
- Auguste Sophie   (1624–1682)

⚭ 1653 Fürst Wenzel Eusebius von Lobkowicz (1609–1677)
- Johann Ludwig (1625–1649), Schwedischer General
- Philipp Florinus (1630–1703), Kaiserlicher Generalfeldmarschall
- Dorothea Susanne  (1631–1632)